# アレクサンデル・ムニョス
アレクサンデル・ムニョス（Alexander Muñoz、1979年2月8日 - ）は、ベネズエラ出身の男性プロボクサー。元WBA世界スーパーフライ級王者。トレーナーは元世界2階級制覇王者のロセンド・アルバレス。
日本のリングにも8度登場し、7勝（3KO）1敗。

## 来歴
1998年10月3日、プロデビュー（3回TKO勝ち）。
2000年12月16日、8月までWBA世界フライ級王座を保持していたソーンピチャイ・クラティンデーンジム（タイ）とノンタイトル戦を行い、5回KO勝ち。
2002年3月9日、21戦全KO勝ちという戦績を引っさげ、世界初挑戦。東京でWBA世界スーパーフライ級王者セレス小林に挑み、5度のダウンを奪った末の8回TKO勝ち。デビューから22戦連続KO勝ちで世界王座を獲得した。7月31日には大阪で小島英次を2回KOに降し、初防衛成功。
2003年2月16日、地元ベネズエラのカラカスでジョギング中、3人組に襲撃され左膝に銃弾を浴び、病院に運ばれ手術を受けた。大事には至らなかったが、結果的に小島戦から1年以上リングから遠ざかることになった。
2003年10月4日、小島戦以来1年2か月ぶりの試合（2度目の防衛戦）。東京で本田秀伸と対戦。挑戦者の見事なディフェンス技術の前に自慢の強打を発揮できず、デビュー以来23試合続けてきた連続KO勝ちがストップ。しかし、圧倒的な手数で優位に試合を進め、3-0の判定勝ちで防衛成功。続く2004年1月3日には大阪で小島の再挑戦を10回TKOで退け、3度目の防衛にも成功した。
2004年4月、ベネズエラの自宅にて強盗に襲われ膝を負傷。そのため、5月16日に予定されていた石原英康を挑戦者に迎えての4度目の防衛戦は中止となった（石原はマーティン・カスティーリョ〈メキシコ〉と暫定王座決定戦を争ったが、11回TKOで敗れた）。
負傷が治った2004年12月3日、暫定王者カスティーリョとの王座統一戦に臨むが、デビュー以来初のダウンを喫した末の12回判定負け。26戦目にして初黒星を喫すると同時に、2年9か月保持し続けた世界王座を手放した。
2005年5月26日、WBAフェデラテンスーパーフライ級王座決定戦兼WBA世界同級挑戦者決定戦に出場。フリオ・デビッド・ロケ（アルゼンチン）と対戦し、7回TKO勝ち。WBAフェデラテン王座獲得と同時にWBA世界同級王座の指名挑戦権も獲得。
2006年1月21日、世界王座返り咲きを懸け、カスティーリョと再戦したが、12回判定負けで雪辱ならず。
2007年5月3日、通算3度目の世界挑戦。前年7月にカスティーリョを降してWBA世界スーパーフライ級王座を獲得した名城信男に挑み、12回判定勝ち。2年5か月ぶりの世界王座返り咲きに成功。9月24日には相澤国之、翌2008年1月14日には元WBC世界スーパーフライ級王者川嶋勝重をそれぞれ12回判定に降し、防衛に成功。
2008年5月17日、3度目の防衛戦でWBC王者クリスチャン・ミハレス（メキシコ）と王座統一戦を行ったが、12回判定負け。2度目の世界王座陥落となった。
2009年11月7日、同国人の元IBF世界スーパーフライ級王者フェリックス・マチャド（ベネズエラ）とノンタイトル戦を行い、10回判定勝ちしたのを最後に2010年2月に引退を表明した。
2010年10月2日、レオポルド・アロッカ（パナマ）とノンタイトル8回戦を行い、判定勝ち。
2010年12月26日、8度目の日本での試合。さいたまで行われたWBA世界バンタム級王座決定戦に出場。WBA世界ライトフライ級ならびにWBC世界フライ級の元王者亀田興毅（日本）と対戦したが、最終12回にダウンを奪われた末の判定負け。日本人選手相手に初黒星となり、2階級制覇に失敗した。
2012年11月18日、カラカスのパルケ・ナシオネス・ウニダスでエバー・ガルシア・ヘルナンデス（コロンビア）とノンタイトル10回戦を行い6回TKO勝ちを収め再起を果たした。
2013年5月4日、MGMグランド・ガーデン・アリーナで元IBF世界バンタム級王者レオ・サンタ・クルス（メキシコ）とUSBA全米スーパーバンタム級王座決定戦を行い、2度ダウンを奪われ最後はムニョス陣営のタオル投入で試合終了し自身初のKO負けとなる5回1分5秒TKO負けを喫し王座獲得に失敗した。
2014年3月1日、1年振りの復帰戦をフィリピンパサイのソライレ・リゾート・ホテル・アンド・カジノで23戦全勝のWBOインターコンチネンタルスーパーバンタム級王者ジェネシス・セルバニアと対戦するも2回と9回にダウンを奪われ最終12回にダウンを奪われると最後はそのままレフェリーストップ。サバイバルに失敗し世界ランカー復帰が遠のいた。
2016年9月3日、メキシコシティ郊外サラゴサのデポルティボ・サラゴサでレイ・バルガスとWBCインターナショナルスーパーバンタム級シルバー王座決定戦を行うが初回こそ積極的に攻めたムニョスだったが、2回に右フックで2度ダウンを奪われると4回に右フックでダウンを追加され、最後はボディアッパーから右ストレートでダウンを奪われそのままレフェリーがストップ。5回2分22秒TKO負けを喫し王座獲得に失敗した。

## 獲得タイトル
- WBA世界スーパーフライ級王座（通算5度）